# 砖雕

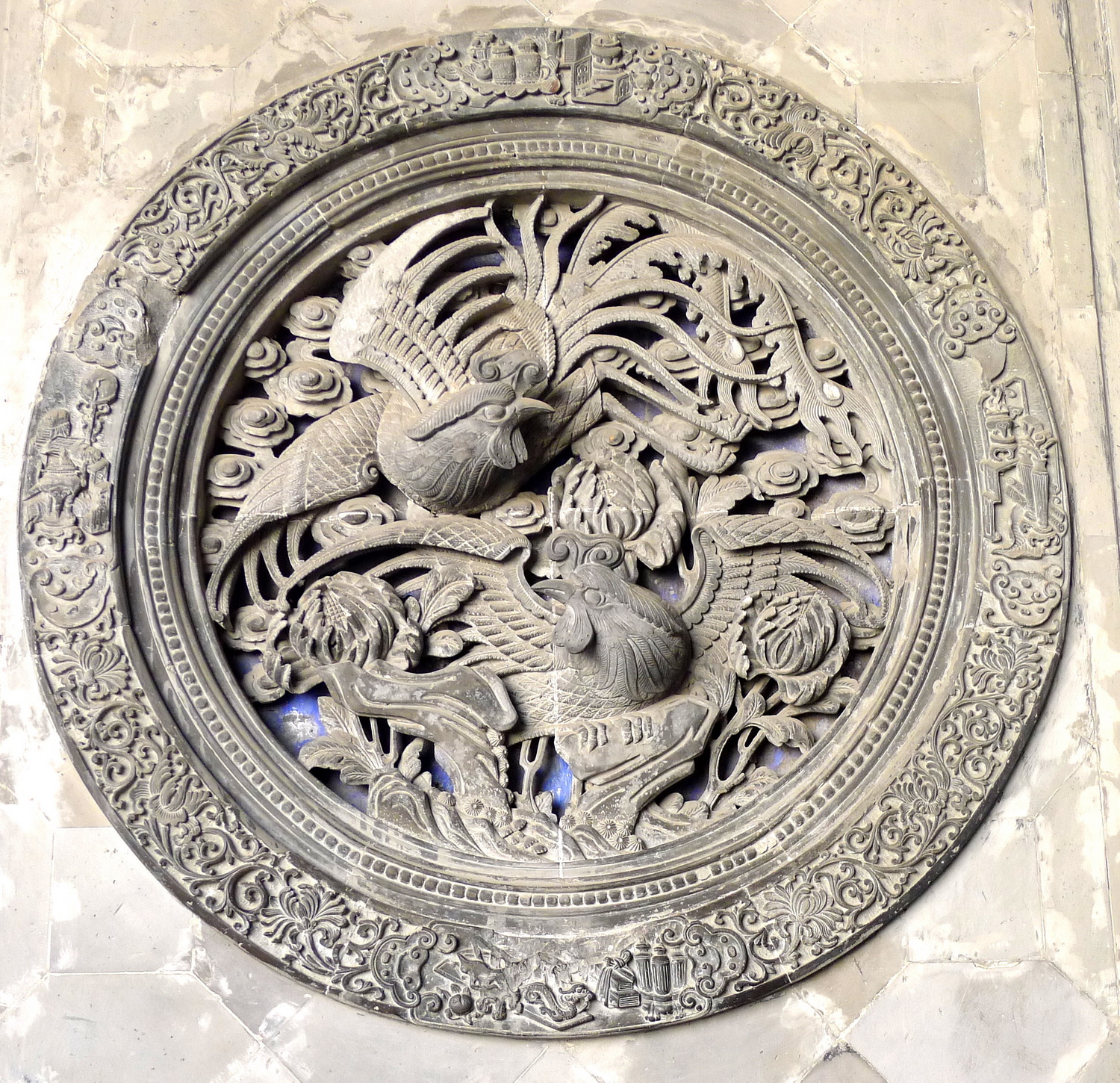
胡雪岩故居砖雕

砖雕是東亞傳統建築的一种装饰艺术，尤其以民间建筑最为花样繁多。砖雕是在烧就的磚上直接雕刻，其最终图案即可以是单块砖，也可以由一定量的砖块拼合而成。它与木雕、石雕工藝合称为“建筑三雕”，在中國南北各地拥有诸多不同风格的流派。於朝鮮半島、越南、台灣、蒙古等地也有當地風格的磚雕。

## 历史
砖雕源于东周的瓦当、空心砖以及汉朝的画像砖。画像砖的纹饰图案已十分精美，能够充分发挥浅浮雕的特长，毫不逊色于同时代的画像石。但由于它们并非雕刻成型，而是利用模具在湿润的黏土坯体上捺压成型，所以还不是砖雕。而考古发现过若干题记，是在已经烧结的砖块上的刻划而成，可以被视为是砖雕的前身。
砖雕于北宋时形成，早期实物资料多见于墓室，用于装饰死者的地下居室。其后砖雕应用范围不断扩展，直至明清时期达到顶峰，大量应用于民居、寺庙、书院、祠堂、牌坊，古敏芝等...

## 工艺与艺术特色
砖雕由砖雕匠师（俗称：雕花匠）个人设计并制作完成。通常并无待售成品，而是根据客户订购要求即时制作，因此相互间区别很大，与地方文化和当地自然资源条件有密切联系。

### 工艺特色

#### 准备阶段
- 制砖：中國砖雕最常使用专门烧制的青砖，均采用颗粒极为细腻的黏土为原料，有时还应用特殊的烧制工艺，务求成品质地匀净、软硬适中、不含气孔。例如徽州砖雕用砖只采取新安江北岸最优质的黏土。制成砖块还必须经过打磨才可以使用。有些地區採用其他陶土燒製成的磚塊，如台灣常見紅磚磚雕。
- 打样：把设计稿拓印在涂抹过石灰水的砖面上，或者在砖块上直接画稿，调整基本布局及比例。

#### 实际操作
- 打坯：用凿子或刻刀粗略勾勒画面的轮廓，分出基本层次。
- 出细：运用多种工具，铲、刻、挑等计划相结合，刻画细节。
- 風乾：放置通風處陰乾，約需七到十四天。
- 燒製：送入窯燒，約需兩天，最後將成品去除粉屑。

### 艺术特色
砖雕通常保留砖的本色，不另行染色。因此雕花匠需要刻出多个层面，利用光照产生的阴影加强艺术效果。明清是砖雕发展的高峰，匠师可以在厚度不及寸的方砖上可以透雕9个层面。而青磚以外的磚材由於材質關係，所雕出的層面不及青磚多。

## 流派

### 中國

#### 北方砖雕

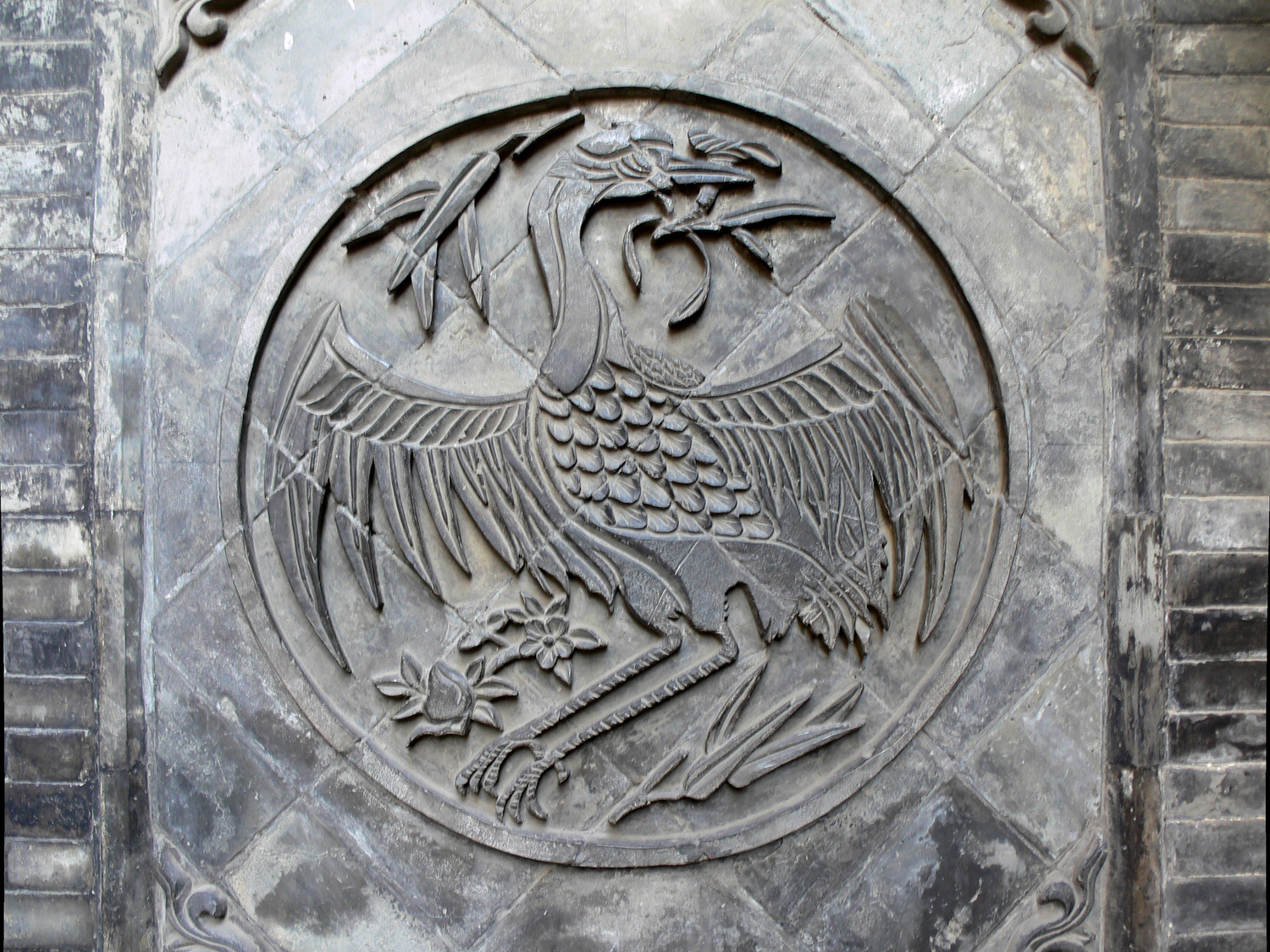
乔家大院砖雕
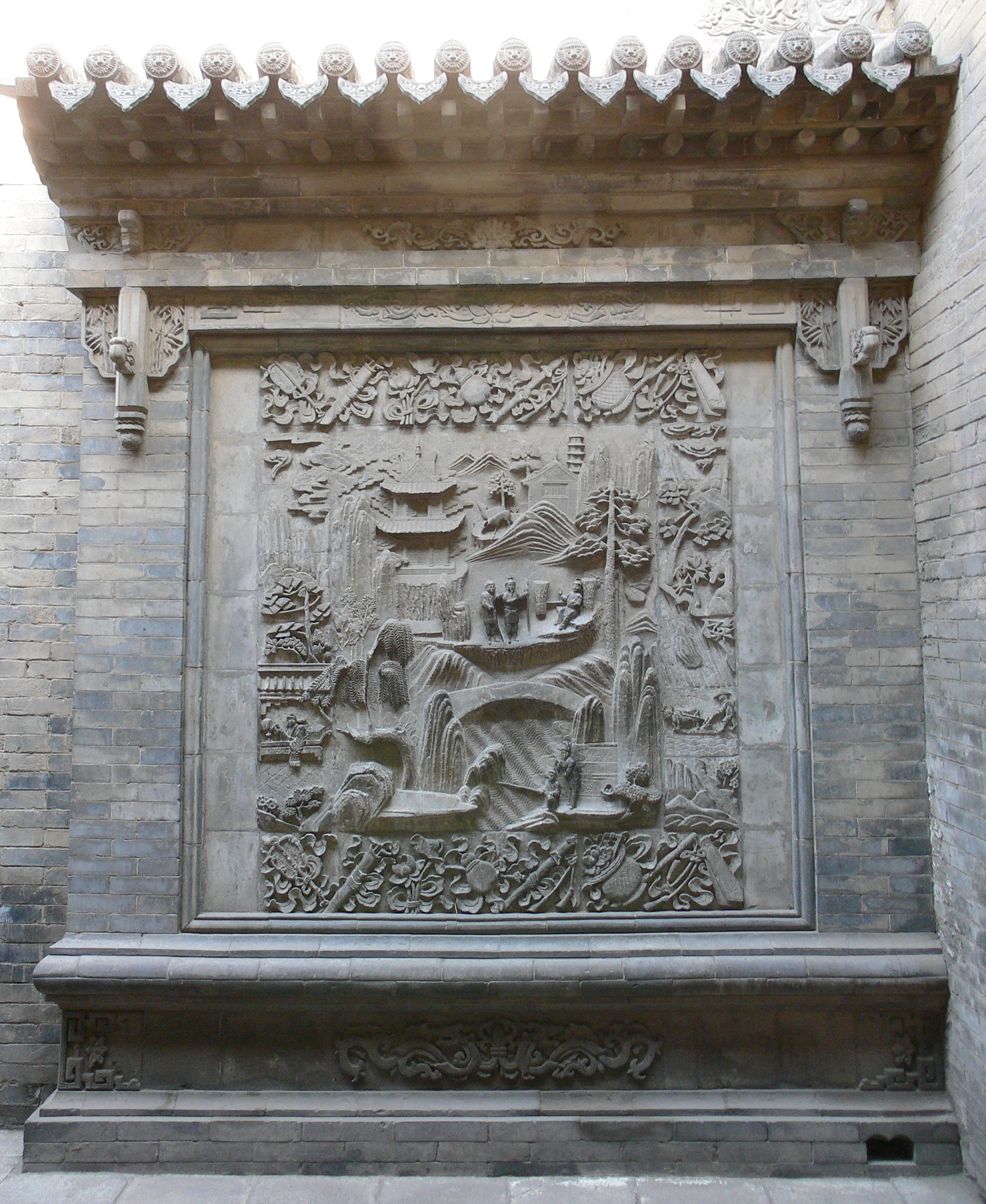
乔家大院砖雕
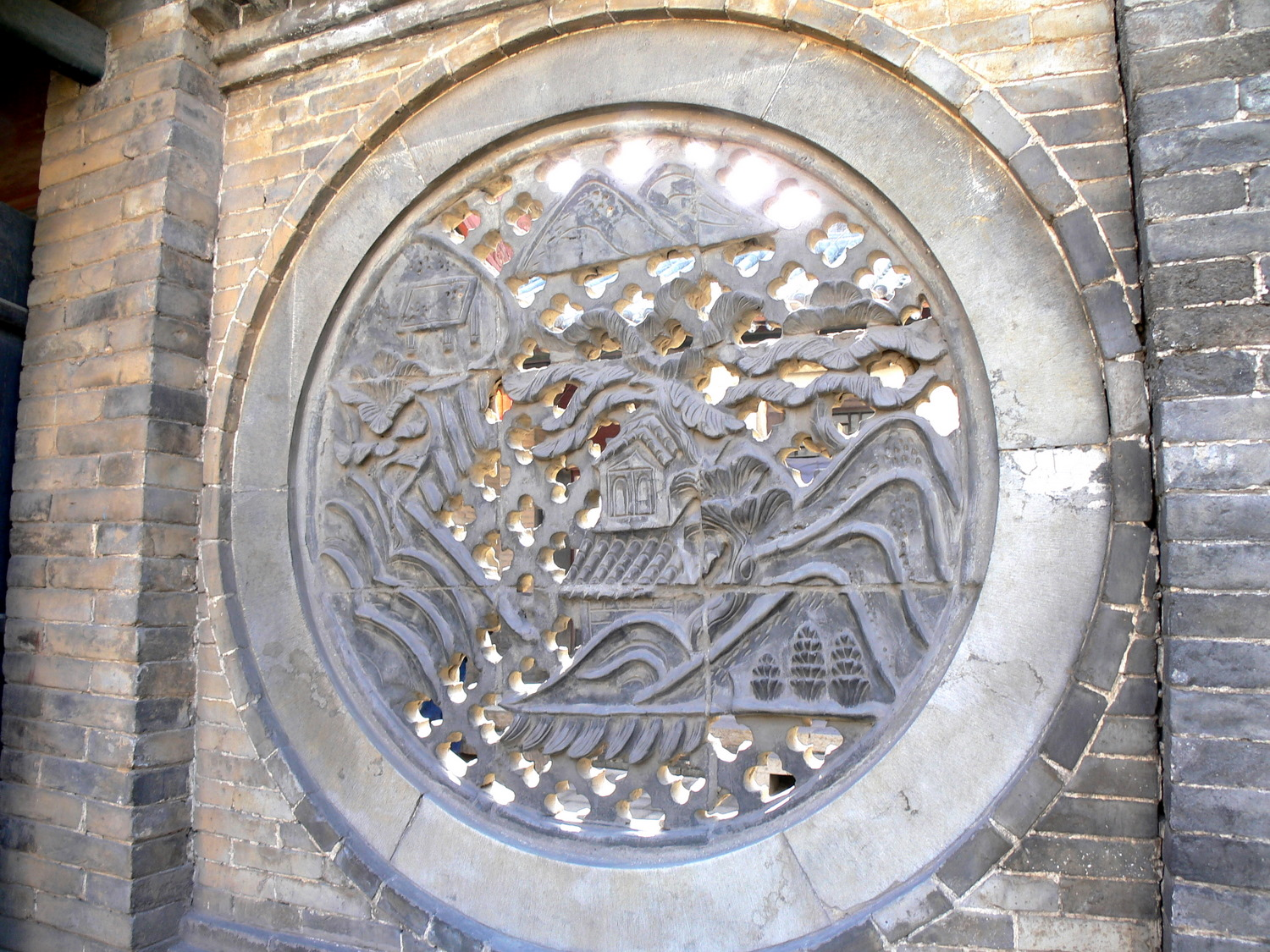
王家大院砖雕
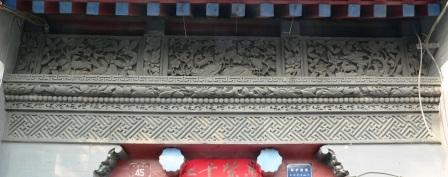
北京四合院如意门上的砖雕

#### 南方砖雕

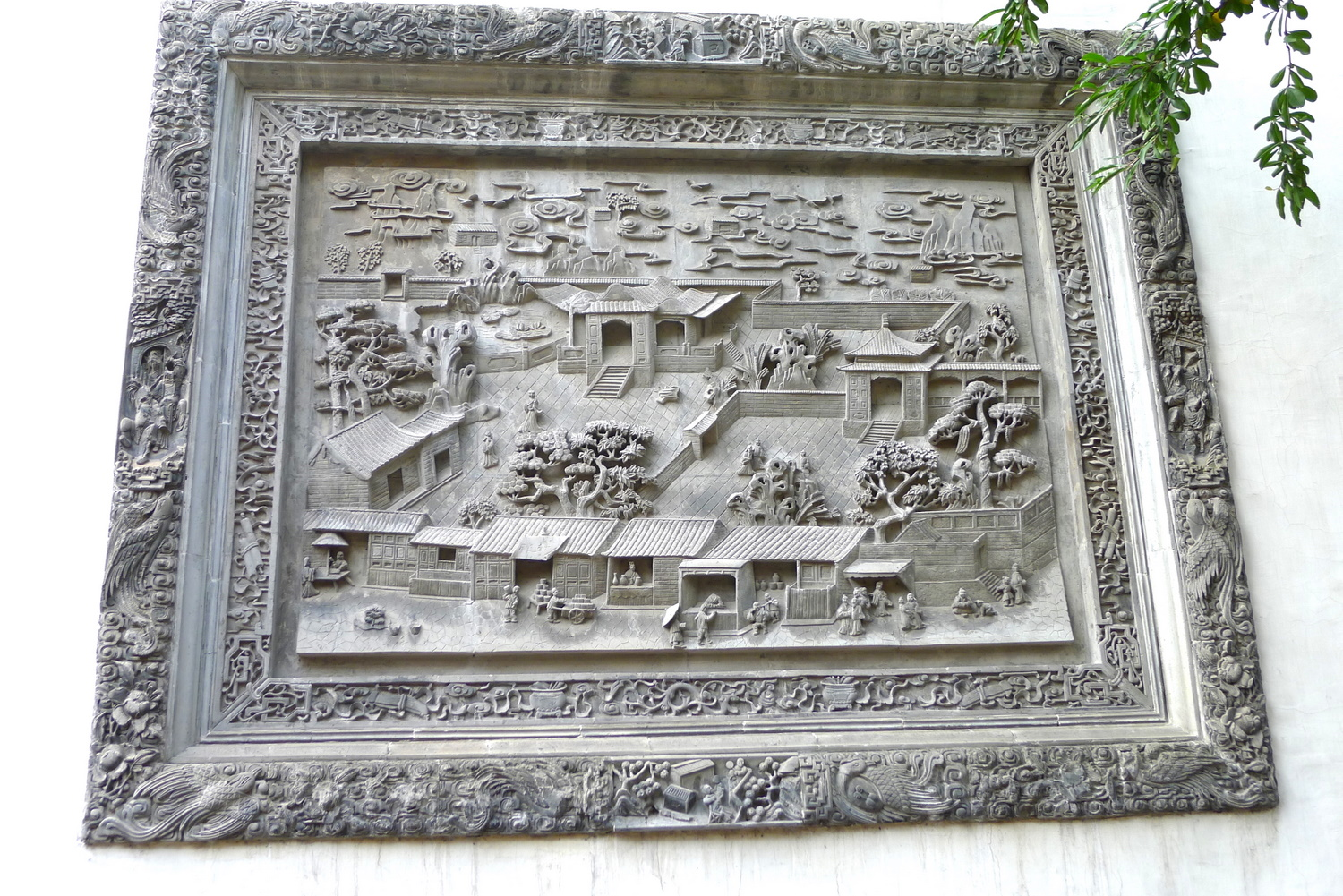
杭州胡雪岩故居砖雕
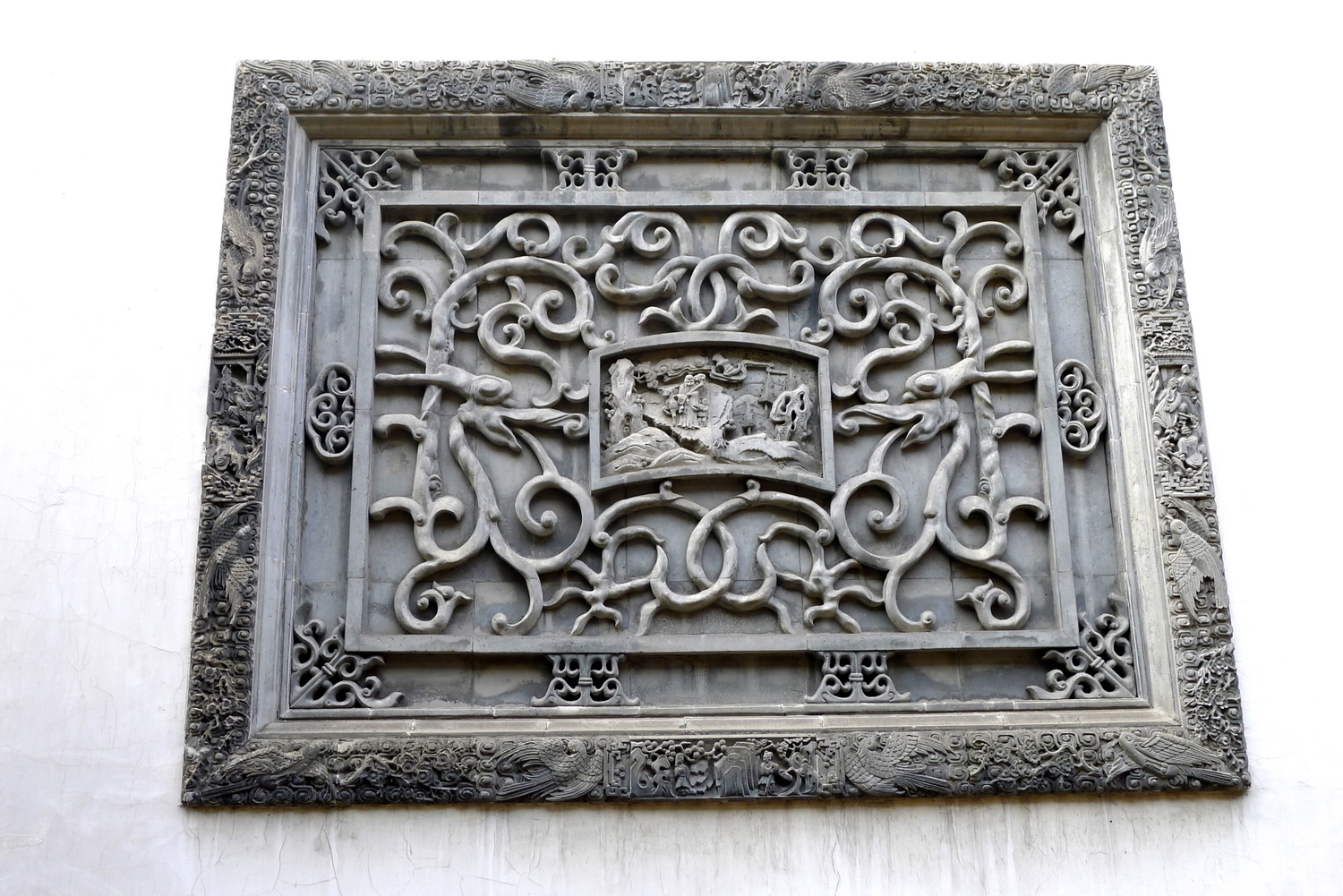
胡雪岩故居砖雕
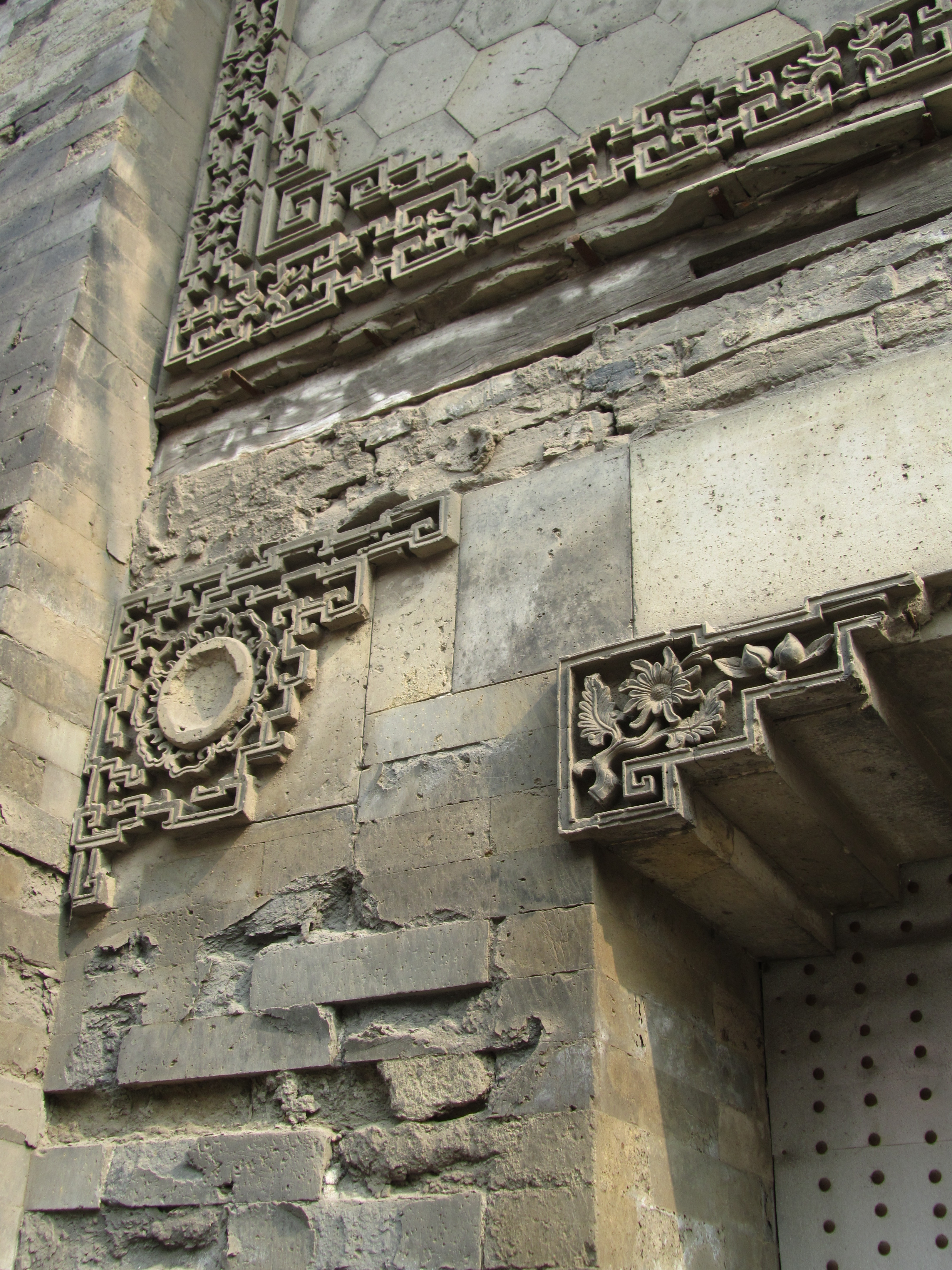
扬州彩衣街30号门楼上的砖雕

### 台灣
台中的摘星山莊及磺溪書院等地，有著優秀的磚雕作品。而高雄大社一帶活動的張叫（1892年－1962年）是張德成的父親，除了是皮影戲藝師，也是磚雕、木雕與陶藝匠師，在當地曾有許多他的磚雕作品。

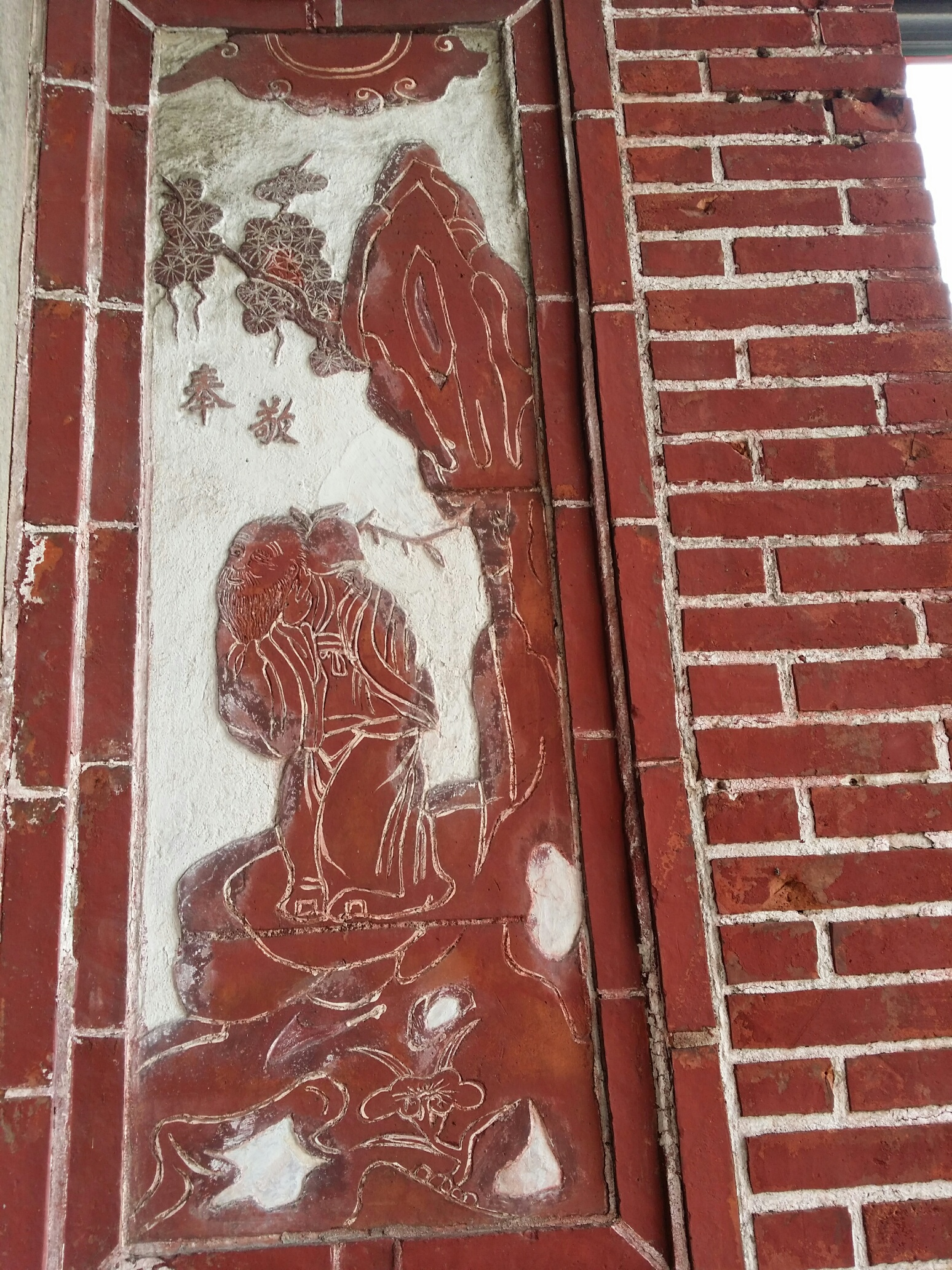
淡水福祐宮
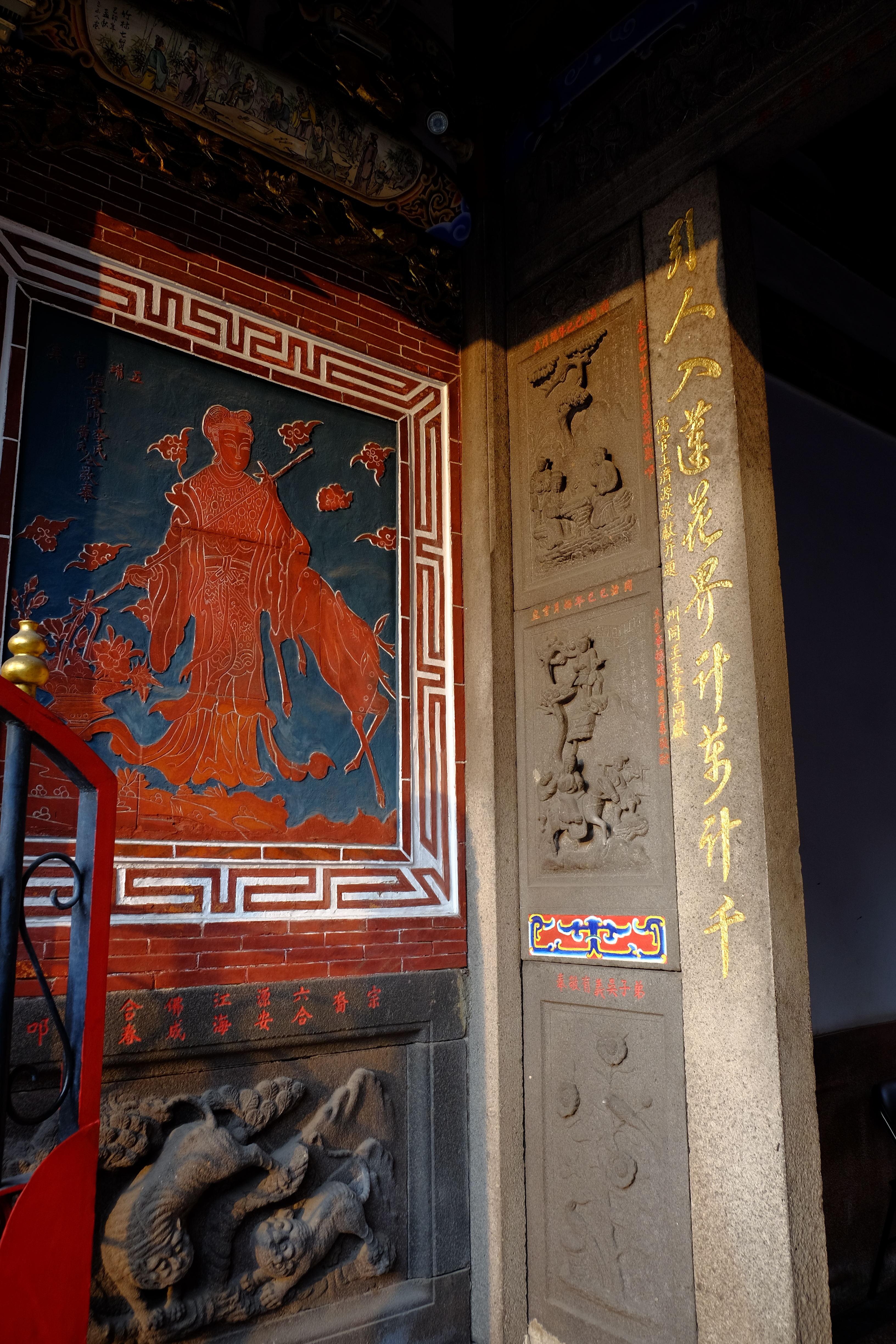
艋舺清水巖
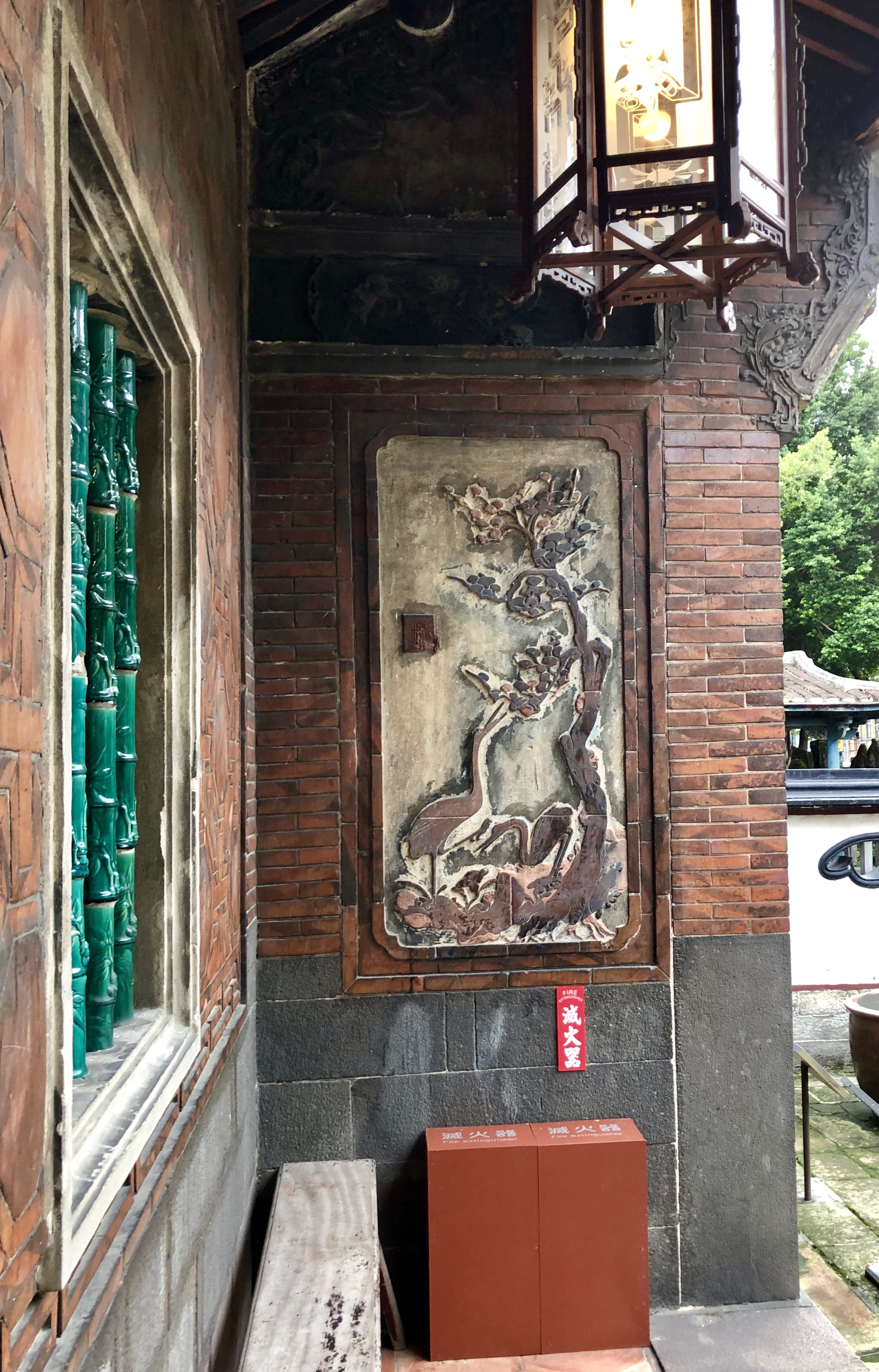
板橋林本源園邸定靜堂
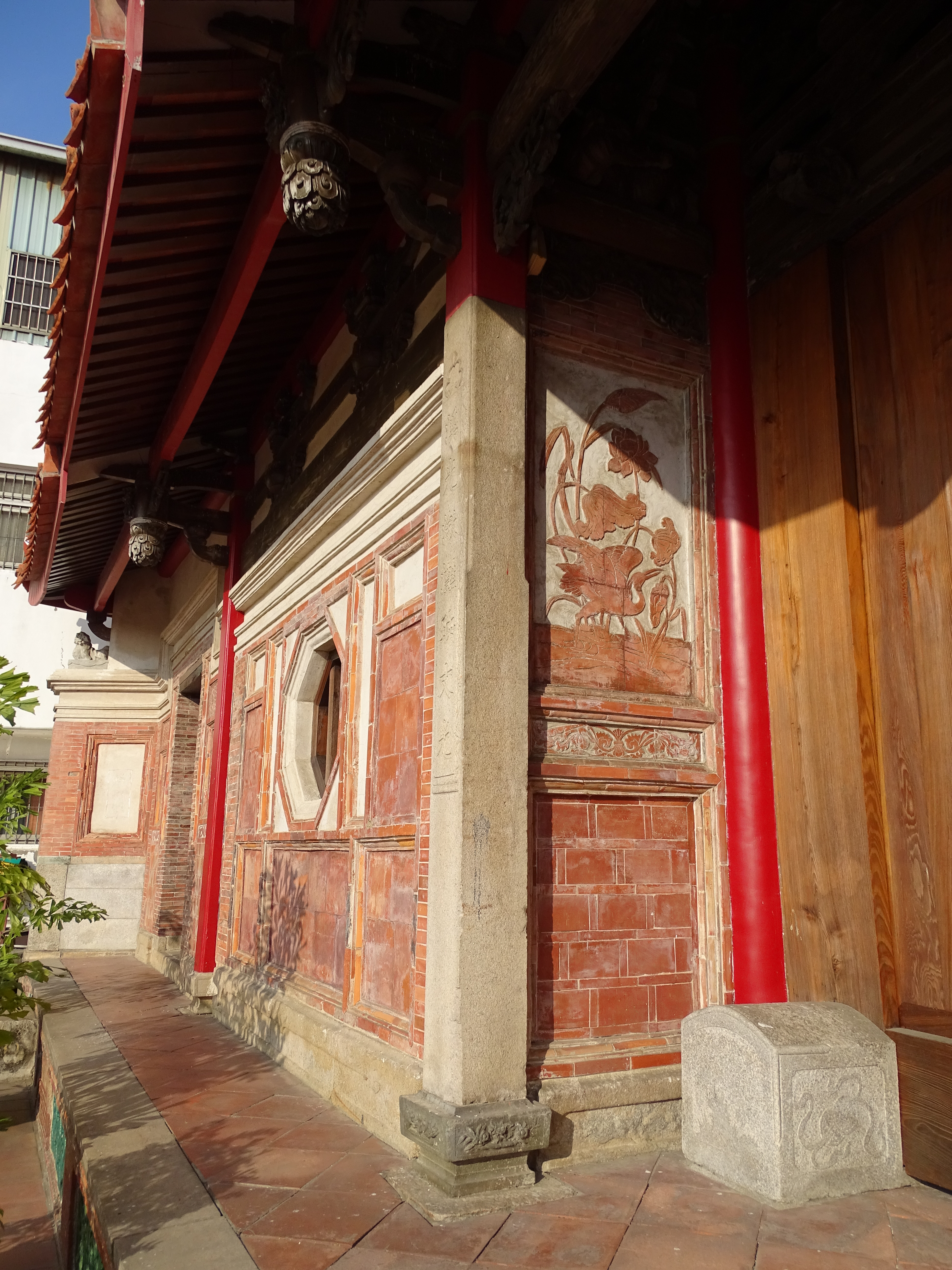
大肚磺溪書院
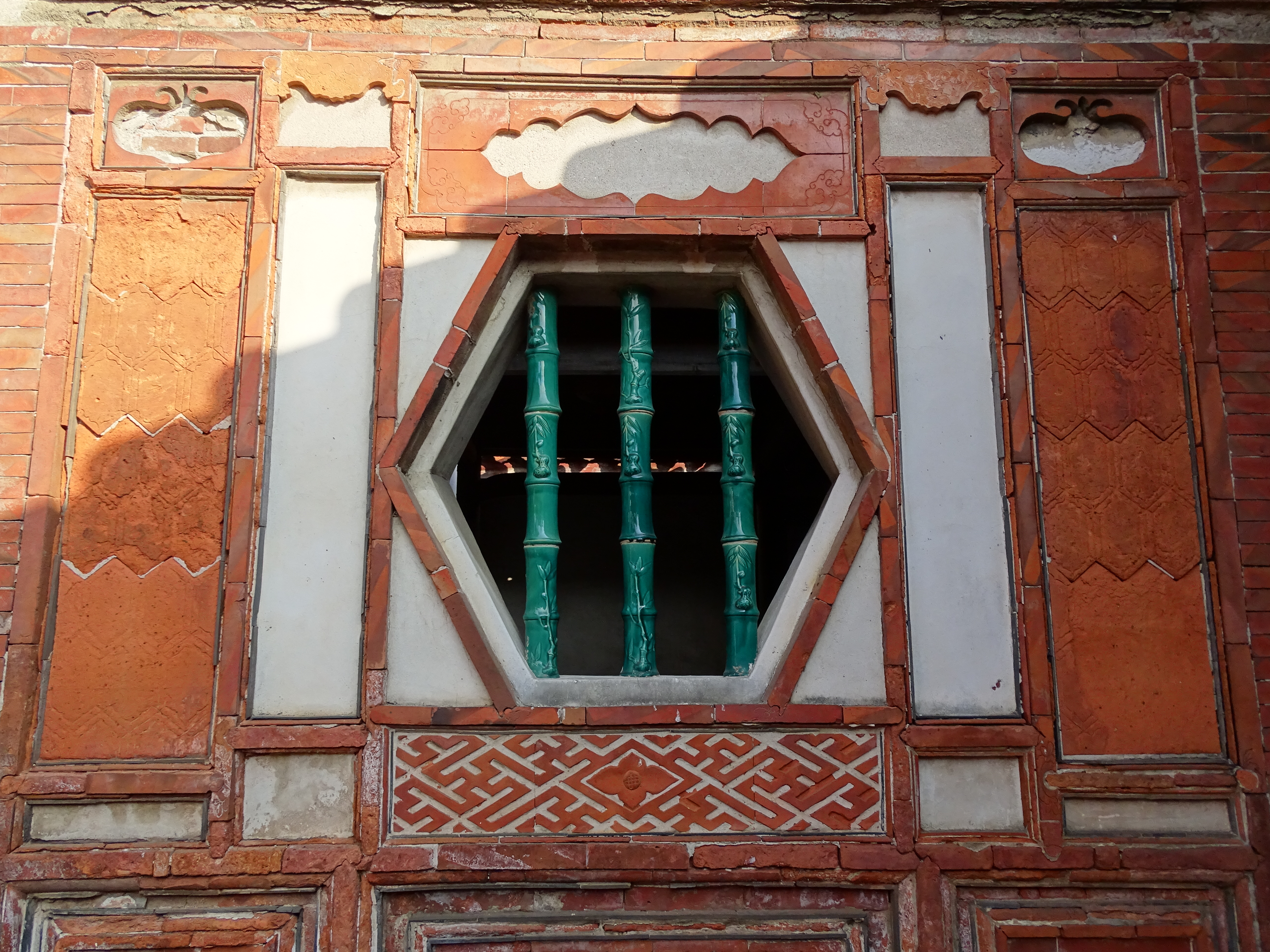
大肚磺溪書院
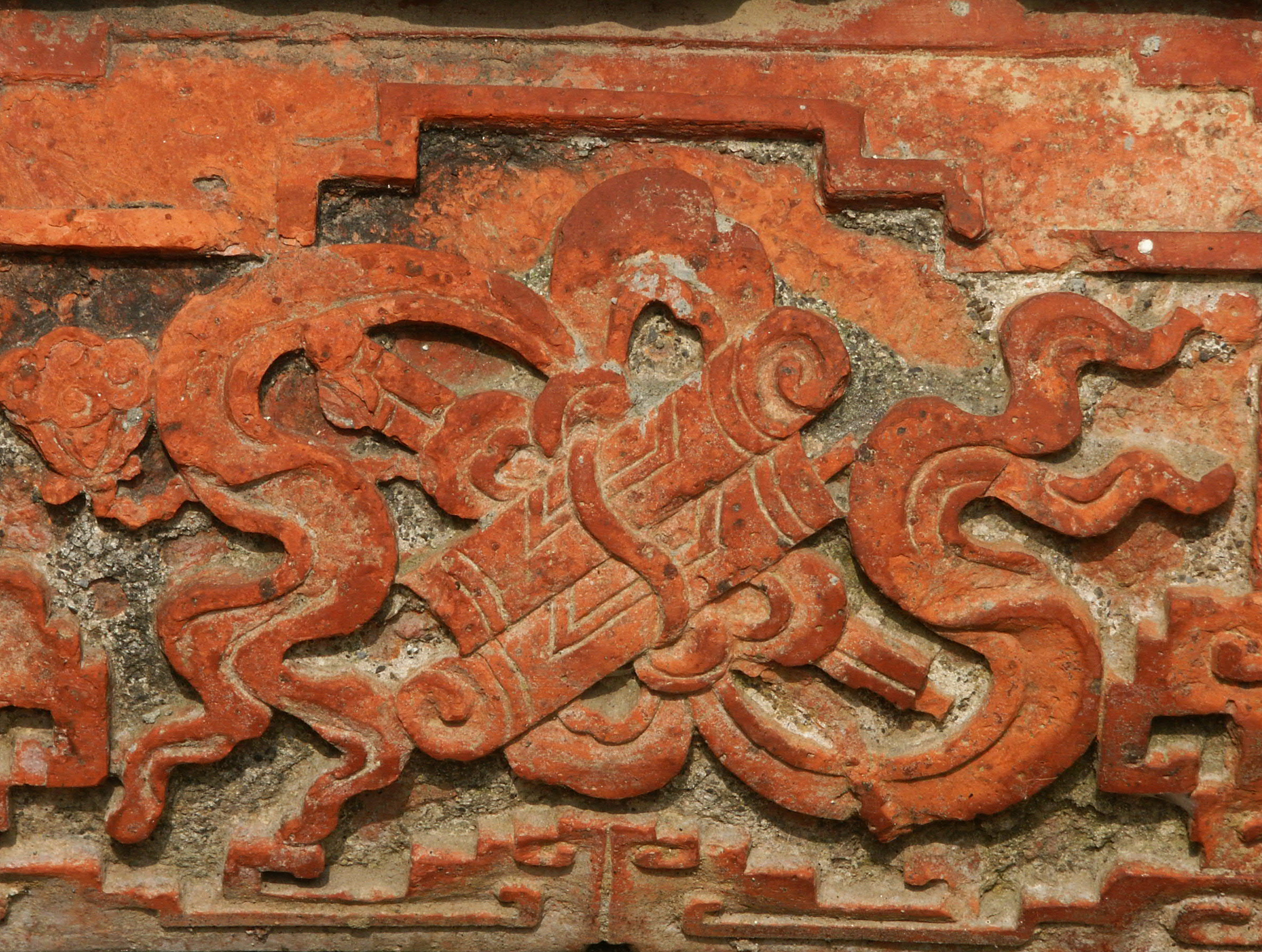
大肚磺溪書院
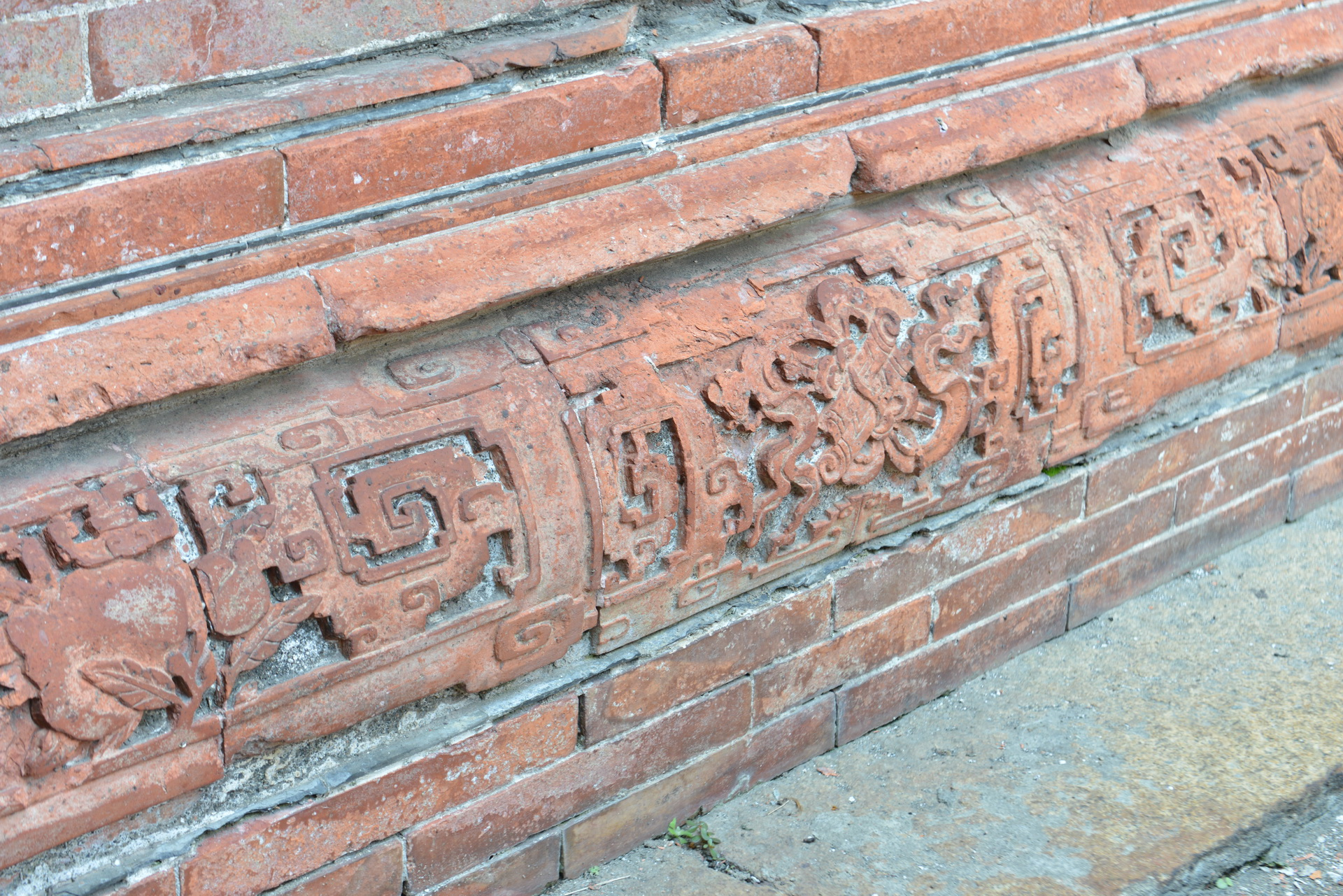
大肚磺溪書院
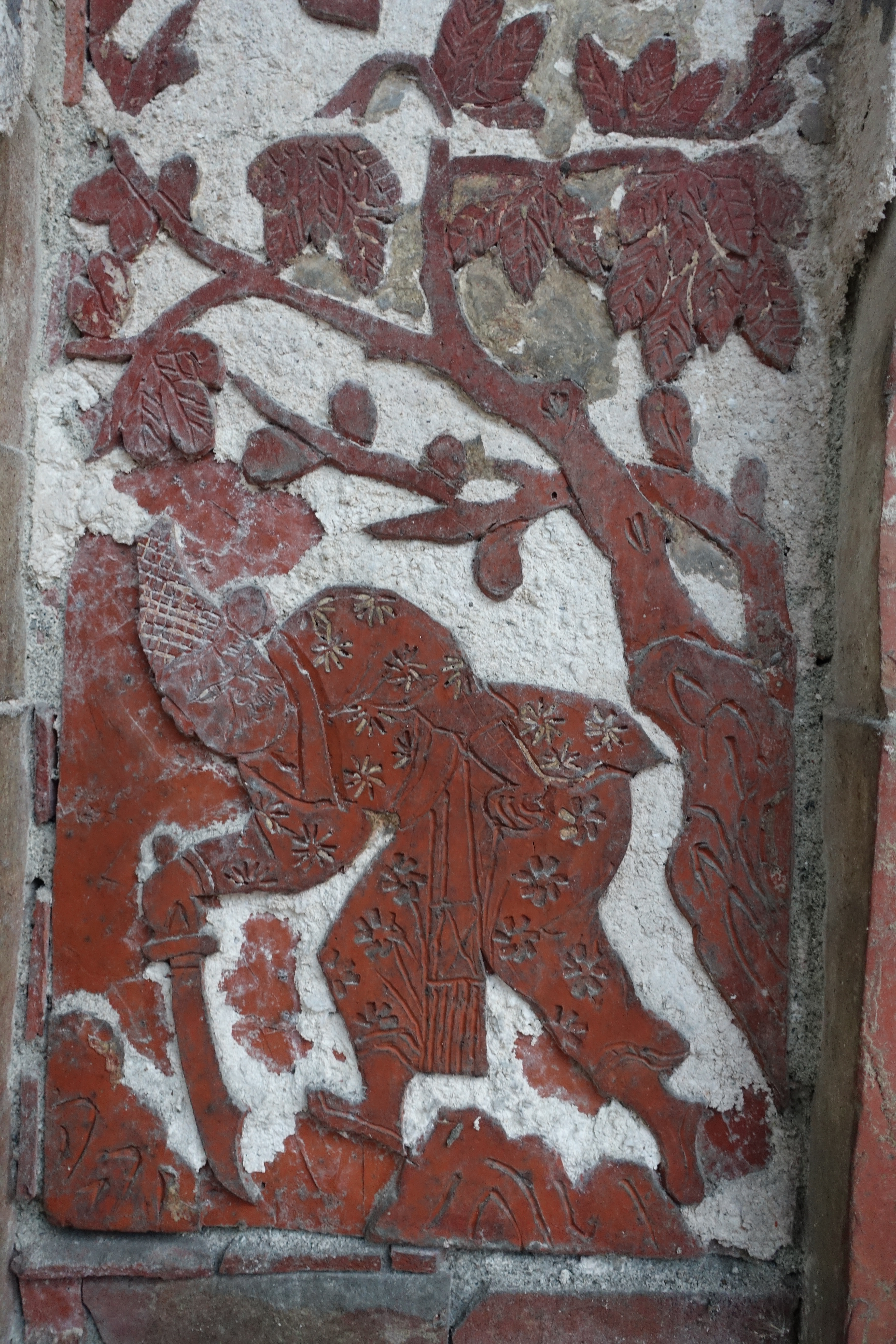
張叫的磚雕作品。

### 朝鮮

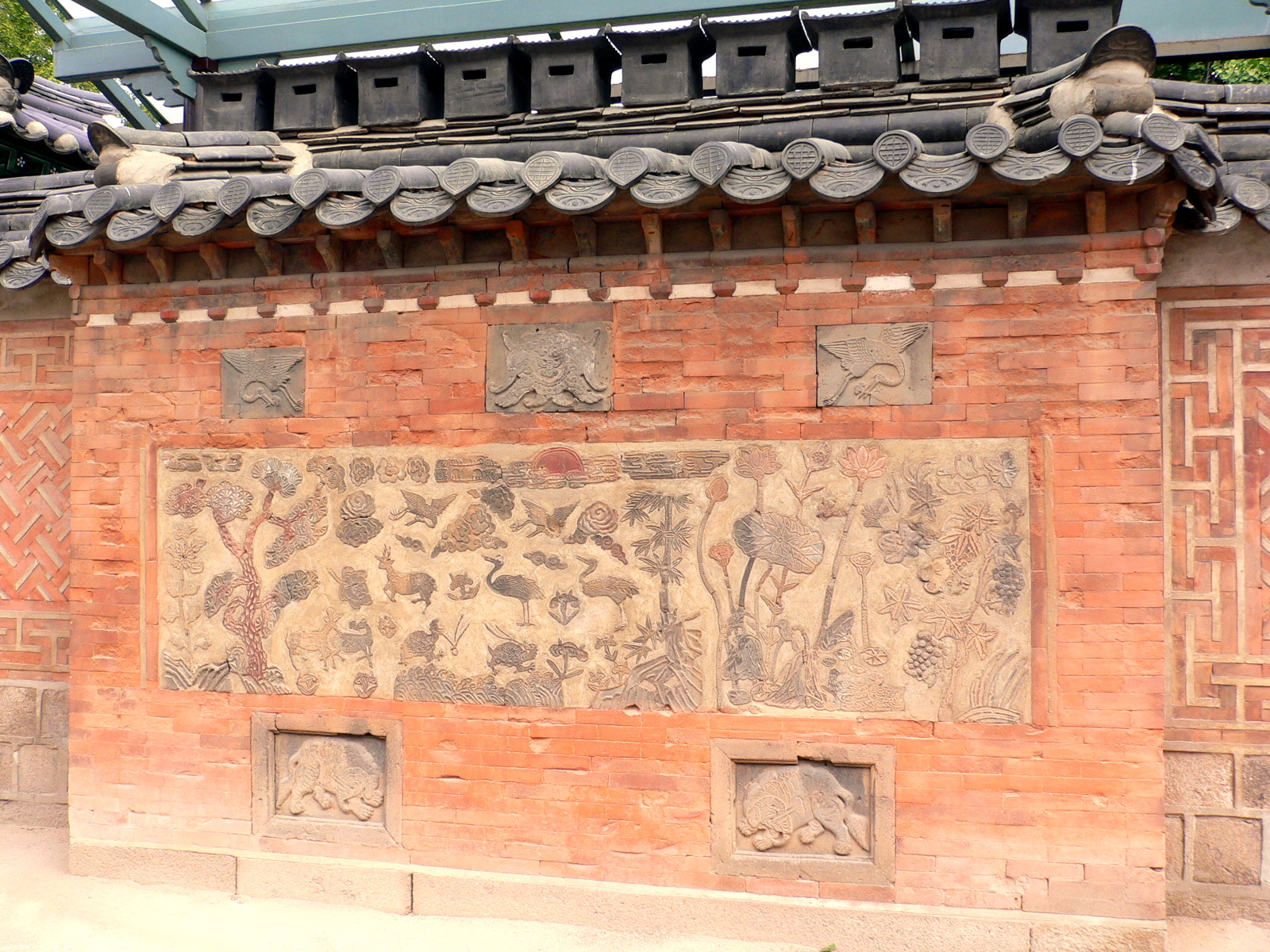
韓國景福宮慈慶殿前的砖雕
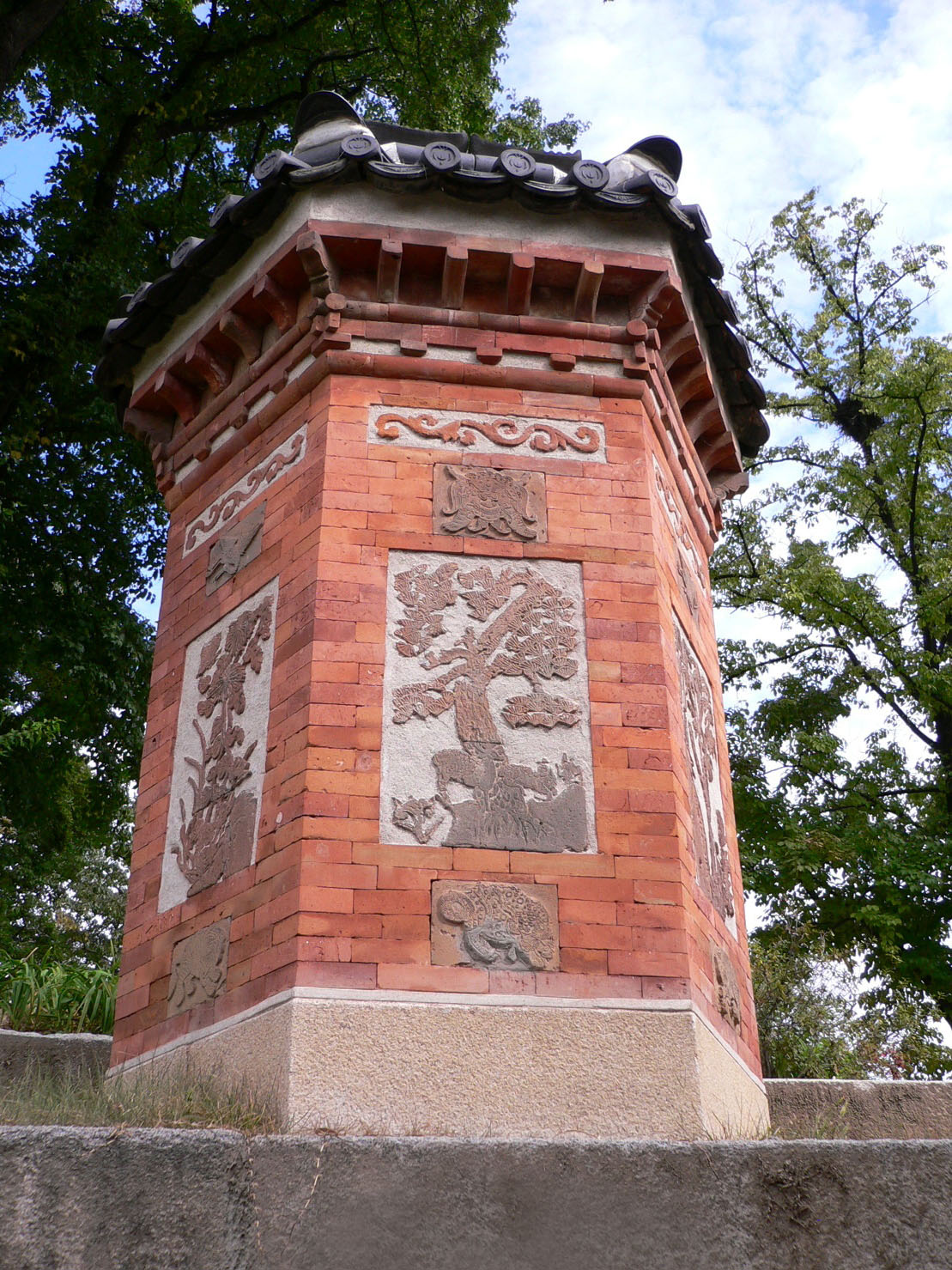
韓國景福宮慈慶殿前的砖雕
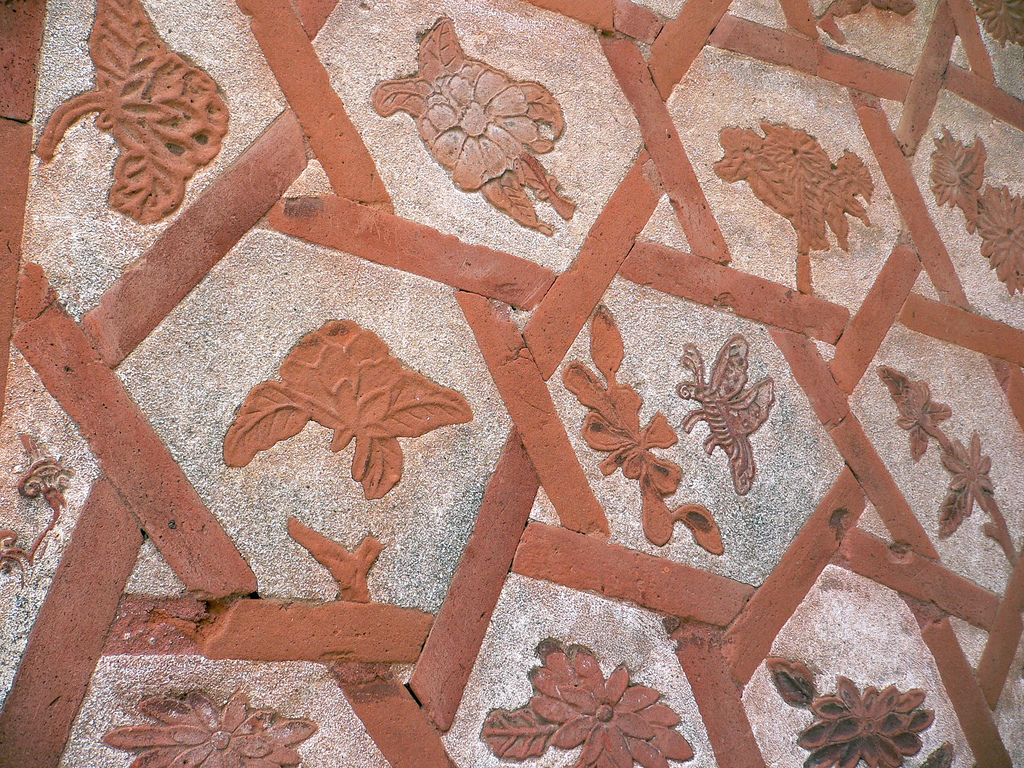
韓國景福宮慈慶殿前的砖雕

### 越南

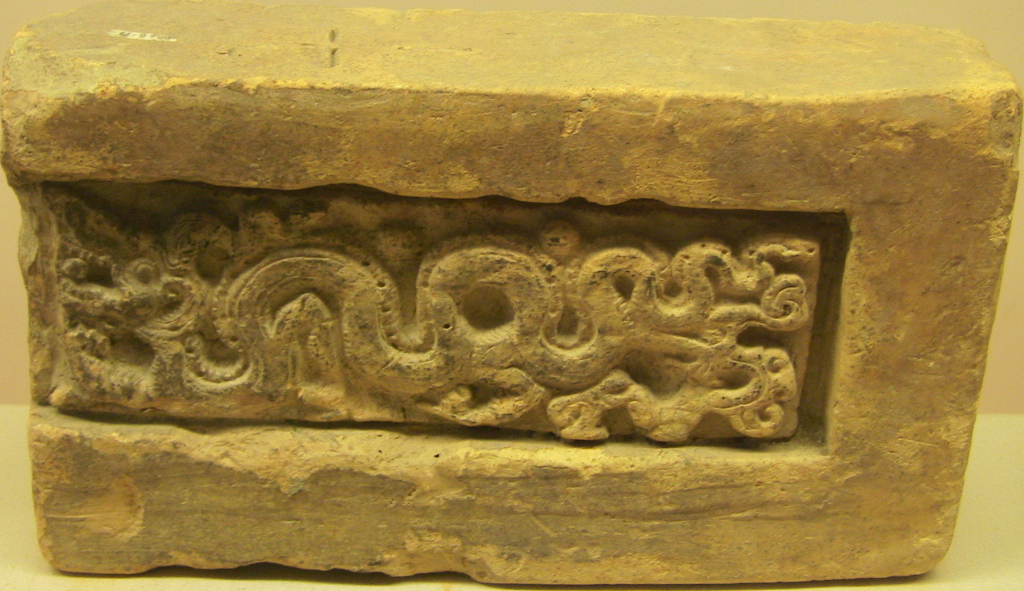
越南胡朝的砖雕
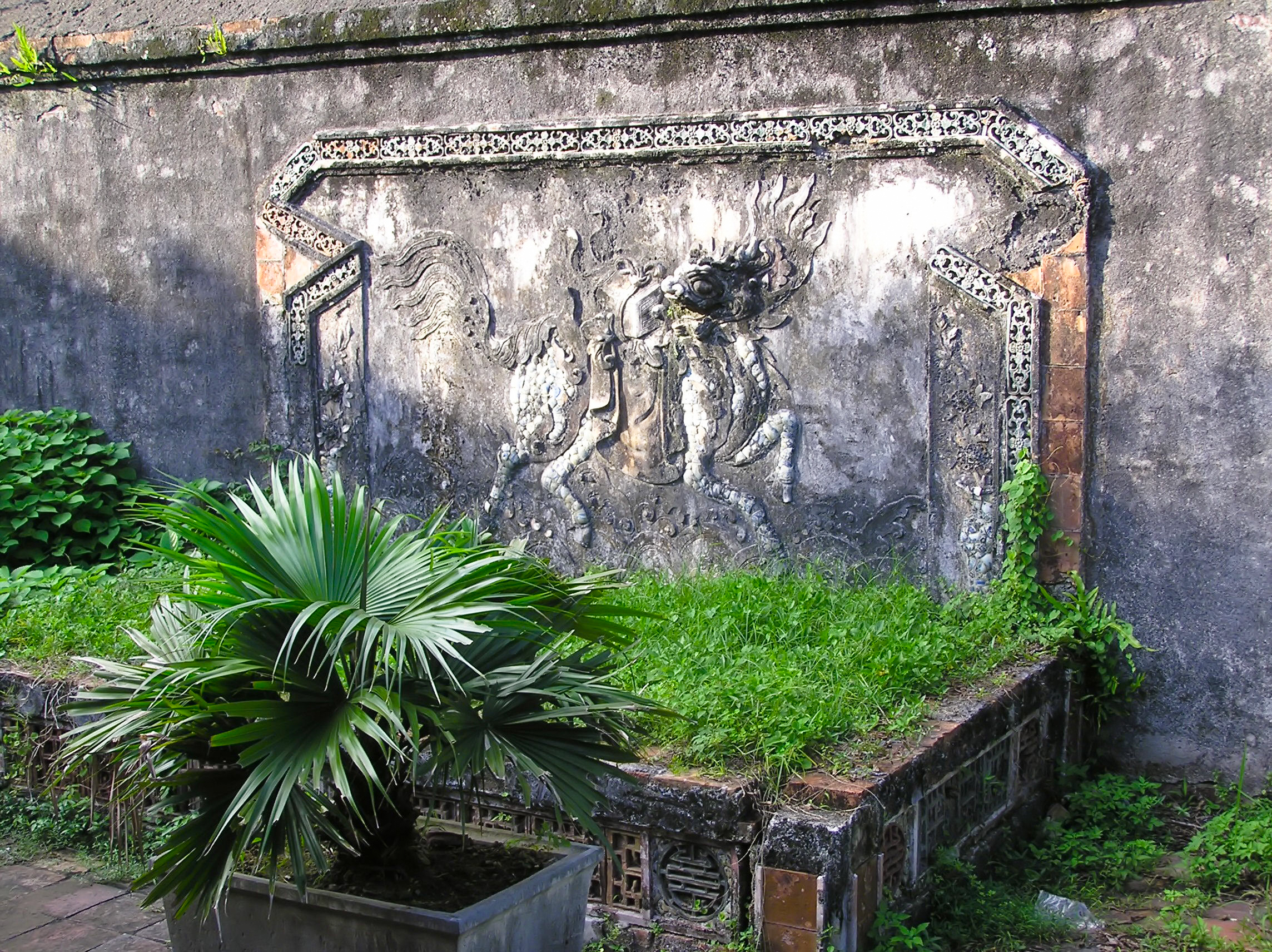
越南順化謙陵的磚雕

### 蒙古

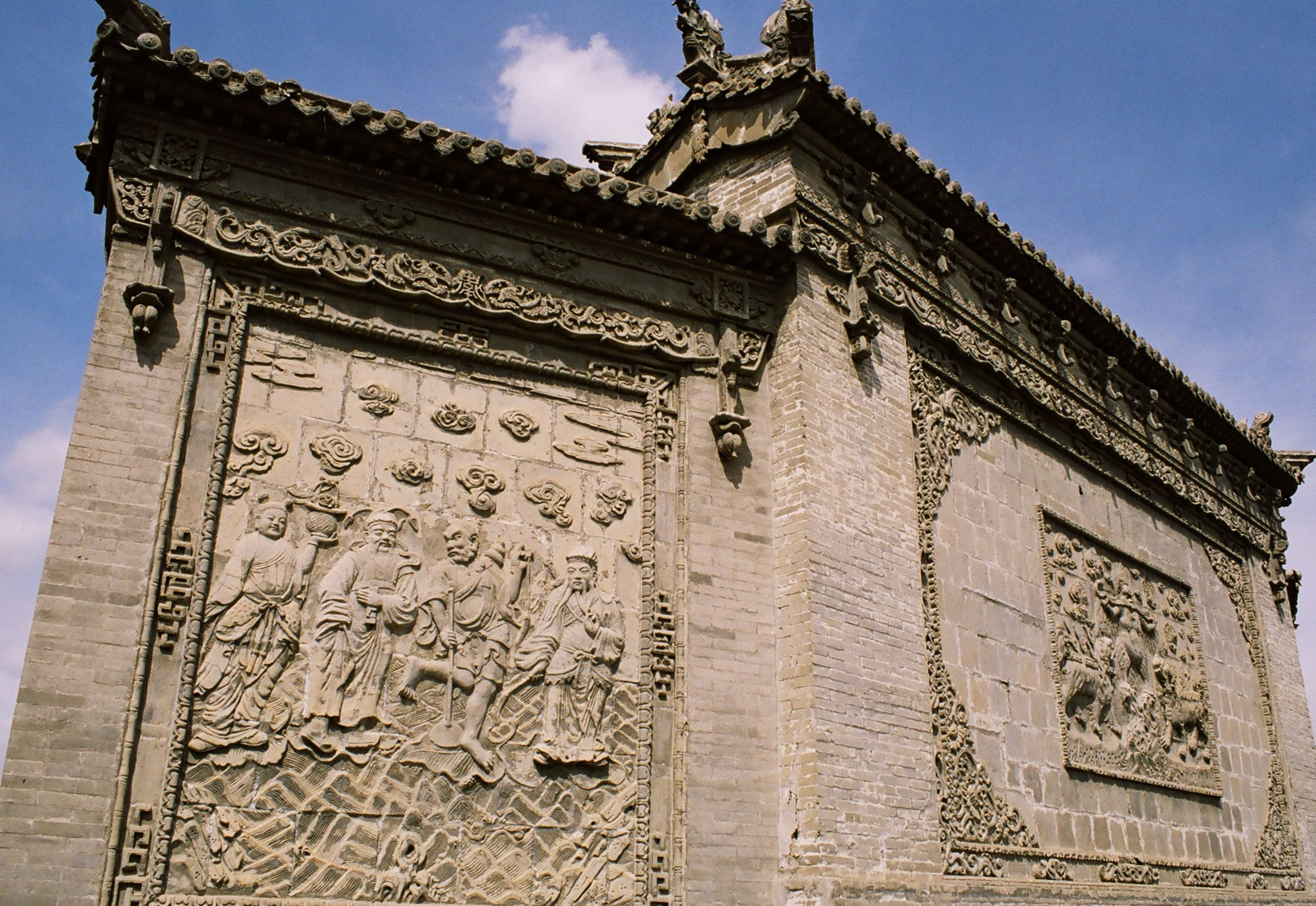
蒙古興仁寺的磚雕影壁
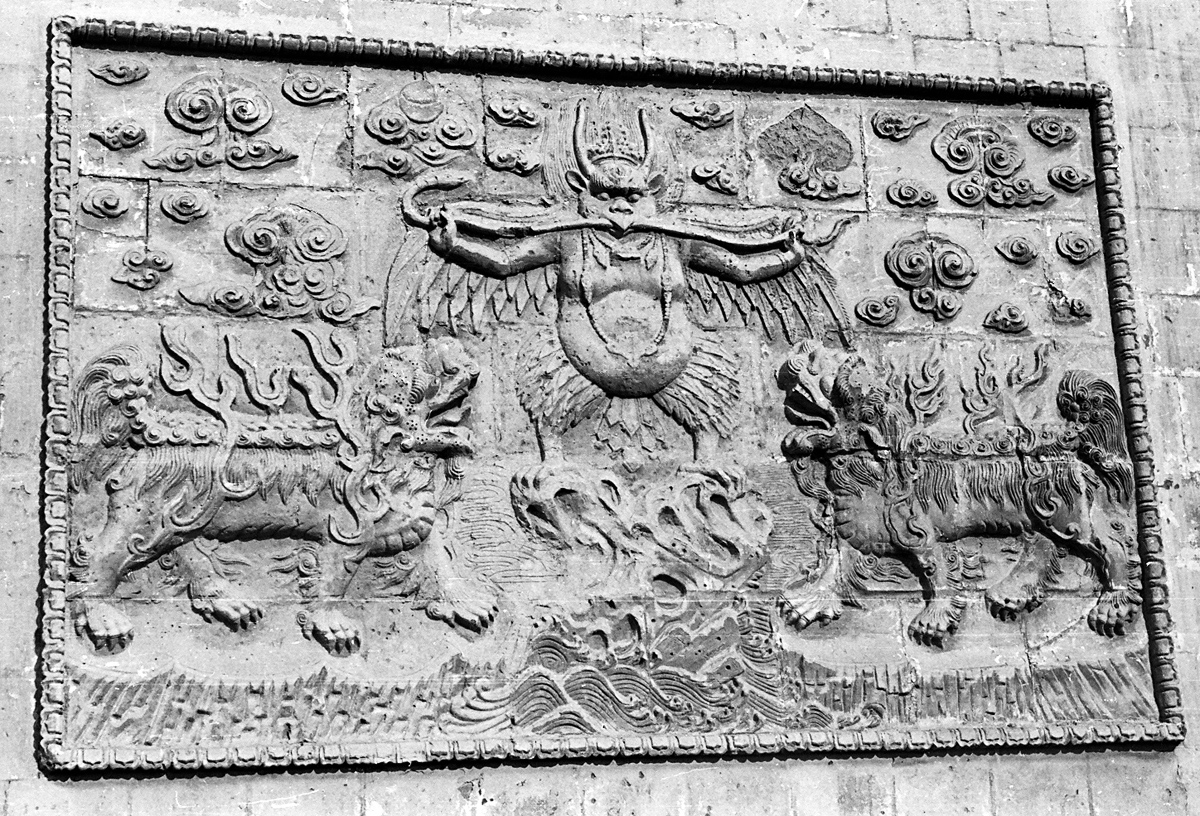
蒙古興仁寺的磚雕影壁
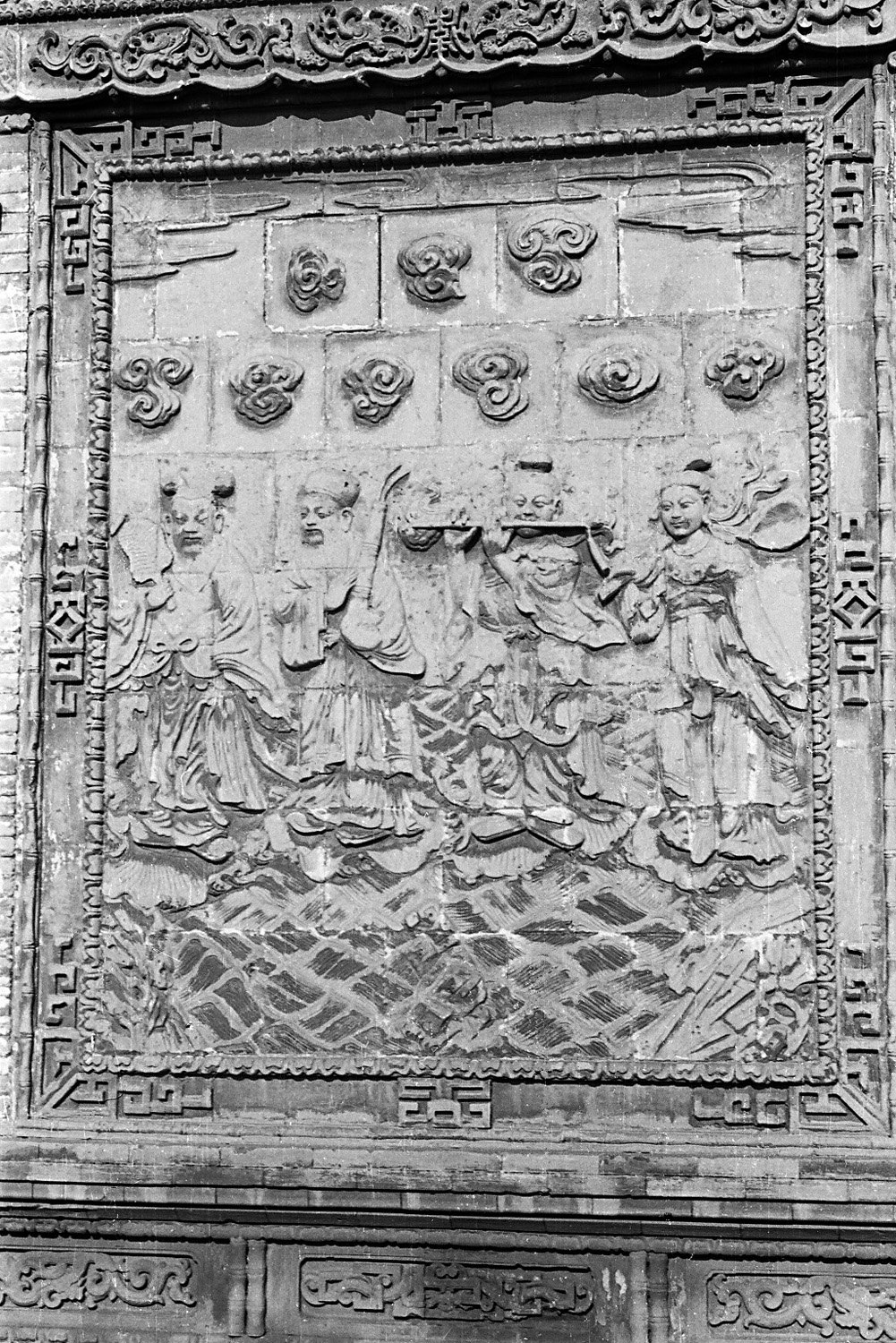
蒙古興仁寺的磚雕影壁

ㄥ